# Camarões
Camarões, oficialmente República dos Camarões (em francês:  République du Cameroun; em inglês:  Republic of Cameroon), é um país da região ocidental da África Central. Faz fronteira com a Nigéria a oeste; Chade a nordeste;[carece de fontes?] República Centro-Africana a leste; e Guiné Equatorial, Gabão e República do Congo, ao sul. O litoral dos Camarões encontra-se no Golfo do Biafra, parte do Golfo da Guiné e do Oceano Atlântico. O país é muitas vezes referido como "África em miniatura", pela sua diversidade geológica e cultural. Recursos naturais incluem praias, desertos, montanhas, florestas tropicais e savanas. O ponto mais alto é o Monte Camarões no sudoeste, e as cidades mais populosas são Douala, a capital Iaundé (em francês, Yaoundé) e Garoua. Os Camarões são o lar de mais de 200 grupos linguísticos diferentes. O país é conhecido por seus estilos musicais nativos, especialmente makossa e bikutsi, e pela sua bem-sucedida seleção nacional de futebol. Francês e inglês são as línguas oficiais.
Os antigos habitantes do território incluem a civilização Sao em torno do Lago Chade e os caçadores-coletores Baka nas florestas tropicais do sudeste. Exploradores portugueses chegaram ao litoral no século XV e nomearam a área de Rio dos Camarões, que se tornou Cameroon em Inglês. Os soldados fulas fundaram o Emirado Adamawa, no norte, durante o século XIX, e vários grupos étnicos do oeste e noroeste estabeleceram tribos poderosas e fondoms. Os Camarões foram elevados à categoria de colônia alemã em 1884, sendo conhecidos então como "Kamerun" .
Após a Primeira Guerra Mundial, o território foi dividido entre a França e a Grã-Bretanha como mandatos da Liga das Nações. A Union des Populations du Cameroun (UPC) é um partido político que defendeu a independência, mas o partido foi proibido pela França em 1950. O país travou uma guerra contra as forças militantes franceses e da UPC até 1971. Em 1960, a parte dos Camarões administrada pelos franceses tornou-se independente como a República dos Camarões sob a presidência de Ahmadou Ahidjo. A parte sul dos Camarões Britânicos fundiu-se com o Camarões francês em 1961 para formar a República Federal dos Camarões. O país foi renomeado República Unida dos Camarões em 1972 e a República dos Camarões, em 1984.
Em comparação com outros países africanos, os Camarões gozam de estabilidade política e social relativamente alta. Isso permitiu o desenvolvimento da agricultura, estradas, ferrovias e grandes indústrias de petróleo e madeira. No entanto, um grande número de camaroneses vivem na pobreza como agricultores de subsistência. O poder está firmemente nas mãos do presidente autoritário a partir de 1982, Paul Biya, e do Movimento Democrático Popular dos Camarões. Os territórios anglófonos dos Camarões têm crescido cada vez mais alienado do governo, e os políticos daquelas regiões têm chamado para uma maior descentralização e mesmo a separação (por exemplo, o Conselho Nacional dos Camarões do Sul) dos antigos territórios governados pelos britânicos.

## História

### Povos indígenas, chegada dos europeus e colonização

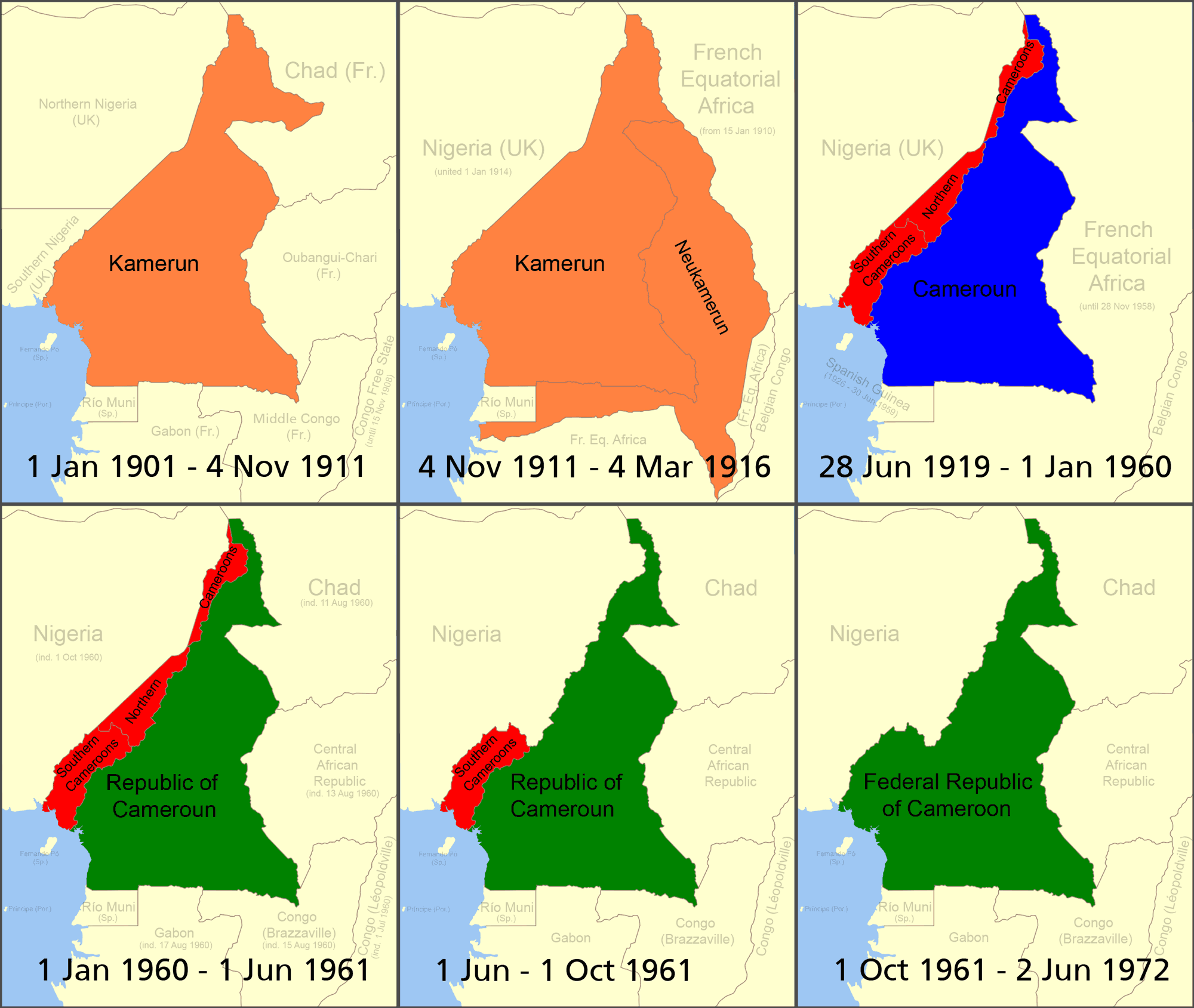
Camarões ao longo do tempo
Kamerun alemão
Camarões Britânicos
Camarões Franceses
República dos Camarões

Existem provas de que os primeiros povos que habitavam os Camarões foram os pigmeus, seguidos por vários povos que habitavam a África central. Entre esses povos citam-se em destaque os bantos e os fulas. O navegador português Fernão do Pó (ou Fernando Pó) chegou ao estuário do rio Wouri em 1472 e chamou-o "rio dos Camarões", devido à abundância de crustáceos da espécie Lepidophthalmus turneranus na região.
Naquela região, desde o século XVI, os portugueses  estabeleceram entrepostos de onde os escravos foram vendidos para o Novo Mundo. Os britânicos foram o primeiro povo a colonizar o sertão. Porém, em 1884, a região tornou-se  protetorado da Alemanha, passando a ser chamada  Kamerun.
No ano de 1916, durante a Primeira Guerra Mundial, os colonizadores alemães foram expulsos pelas tropas da França e do Reino Unido. Em 1919, as forças ocupantes concordaram com a divisão dos Camarões. Então, os franceses e britânicos dividiram os Camarões em duas partes: de um lado, as regiões oriental e meridional passaram à jurisdição dos franceses; de outro lado, uma pequena área, na região ocidental passou à jurisdição dos britânicos. Em 1922, os dois Camarões foram subordinados à Liga das Nações, que manteve a França e o Reino Unido como administradores das respectivas áreas. Em  1946, a Organização das Nações Unidas (ONU) transformou em tutela os mandatos francês e britânico nos Camarões.

### Independência

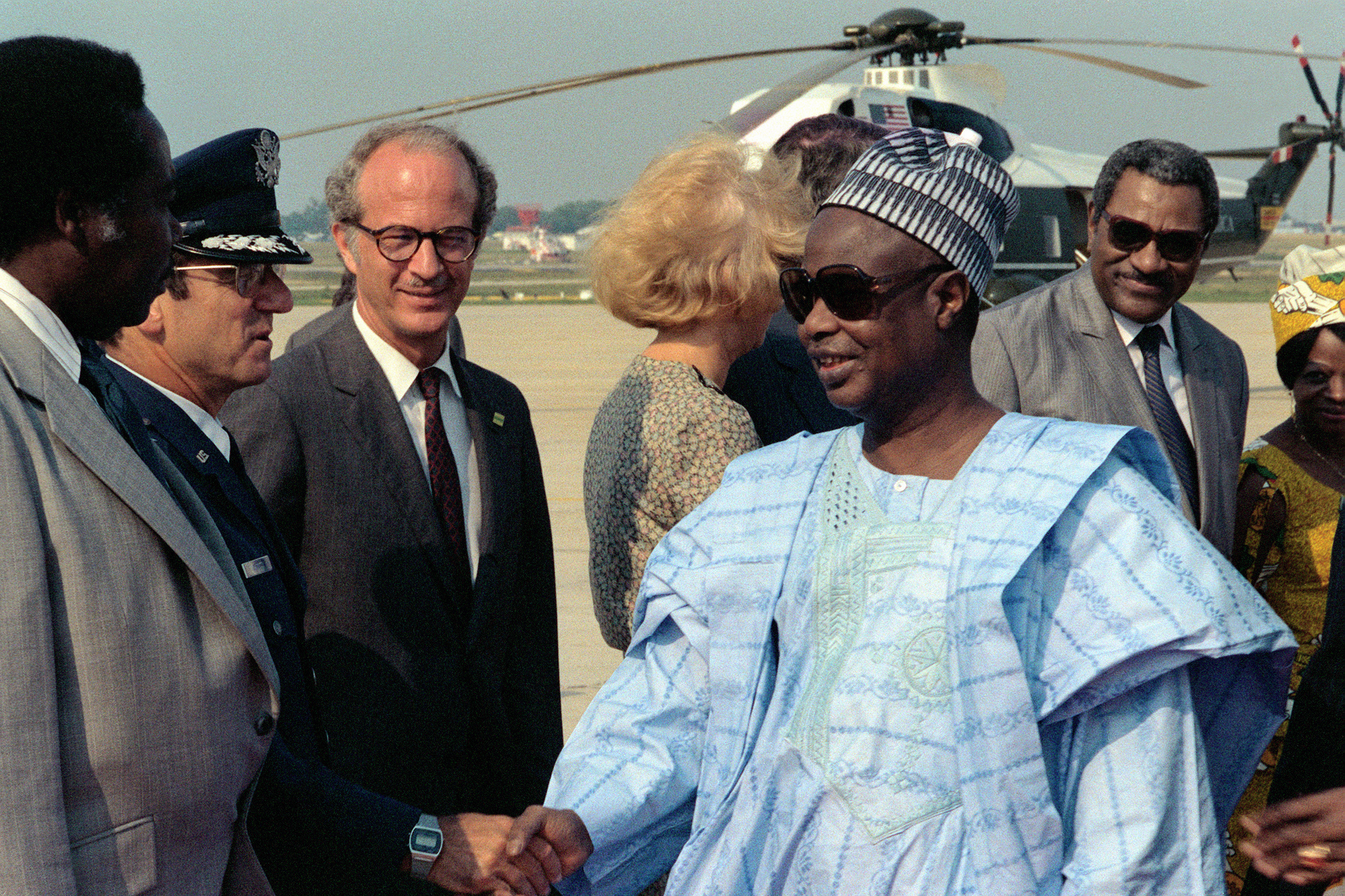
Em 26 de julho de 1982, o presidente Ahmadou Ahidjo na sua chegada para uma visita a Washington, D.C. Localização: Joint Base Andrews, Maryland, EUA.

Os Camarões franceses alcançaram sua independência em 1º de janeiro de 1960. A partir de então, como nome oficial do país foi adotado República dos Camarões. Um ano depois, a ONU foi promotora de um plebiscito ocorrido nas regiões norte e sul dos Camarões Britânicos. O assunto do plebiscito foi a incorporação dessas regiões pelo Reino Unido à Nigéria. O norte dos Camarões Britânicos unido à Nigéria foi escolhido pela maioria absoluta dos votos válidos. Com essa vitória, o norte dos Camarões Britânicos foi elevado à categoria de província da Nigéria com o nome de Sardauna. O sul realizou como escolha a sua união com a República dos Camarões.
O novo país passou por ampliações. O segundo nome oficial dos Camarões foi República Federal dos Camarões. Esse novo país foi dividido em dois estados. São eles: Camarões Orientais (ex-Camarões francês) e Camarões Ocidentais (ex-Camarões Britânicos). A constituição promulgada em 1972 declarou extinto o sistema federativo e segundo a mesma constituição o terceiro nome oficial dos Camarões foi República Unida dos Camarões. Desde 1984, o quarto e atual nome oficial dos Camarões é República dos Camarões, sendo então o primeiro e último nome oficial desde a independência.

## Geografia

### Relevo e hidrografia

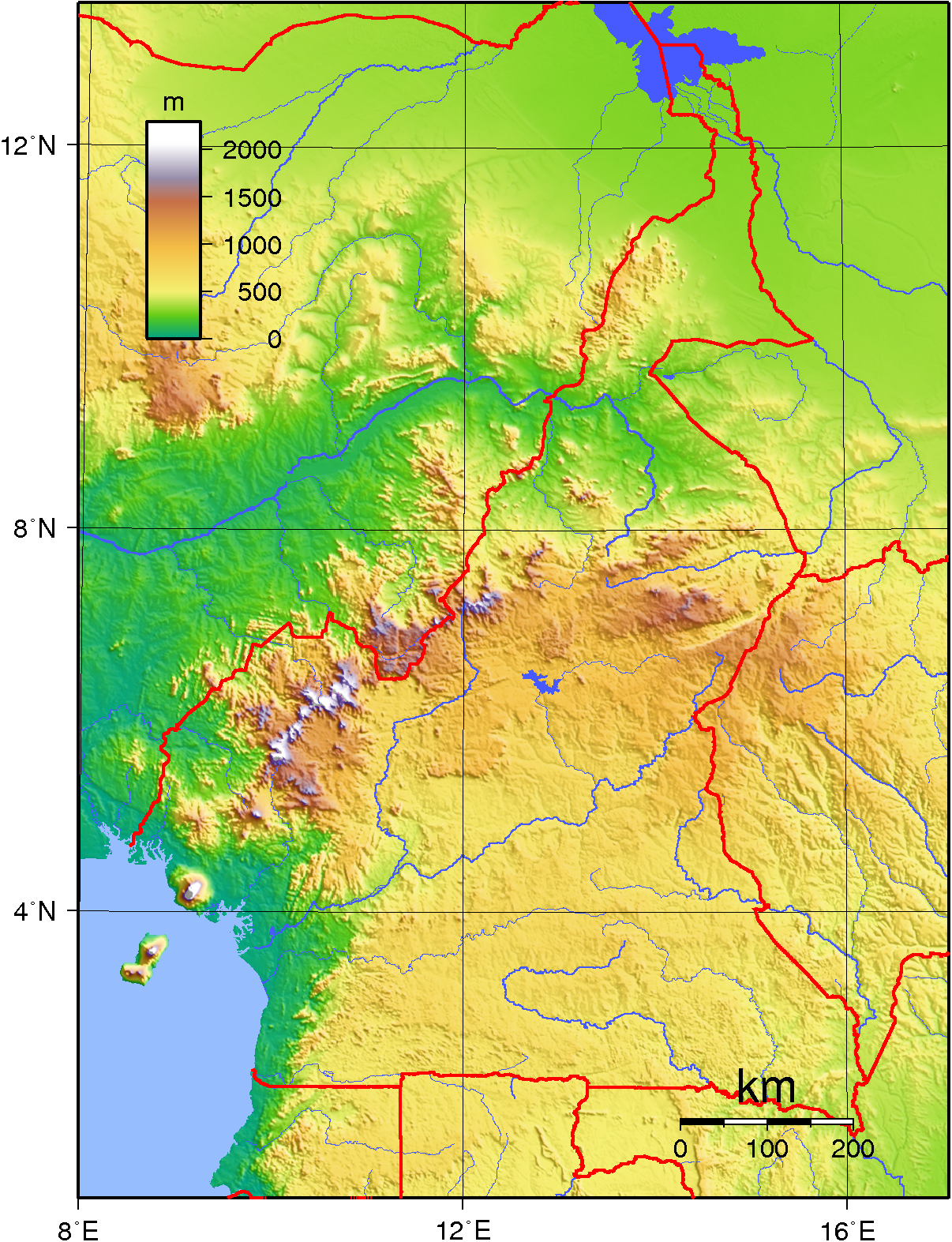
Topografia dos Camarões.

A paisagem que se vê nos Camarões varia grandemente. O sul é composto de planícies no litoral e de colinas revestidas sob cobertura parcial das florestas. Enquanto isso, define-se a região central como uma elevação planáltica com altitudes entre 800 e 1 500 metros. O planalto central é oferecedor de boas condições para a criação de gado. Mais na região setentrional ocorre o reaparecimento das planícies. Dessa vez as planícies declivam suavemente até a bacia do lago Tchad. Finalmente, no oeste ocorre a elevação de uma cadeia de montanhas sob domínio do monte Camarões (4070 m), o ponto mais alto do país. Os dois rios mais importantes são Benue, tributário do Níger, e o Sanaga, que desagua no Atlântico.

### Clima e vegetação
Como o país está mais próximo da linha do equador, o clima dos Camarões é quente durante a totalidade do ano. A variação da média das temperaturas ao ano vai de 21 °C a 28 °C, com exceção das montanhas, onde faz mais frio. As chuvas sofrem diminuição entre o sul e o norte; no litoral sofrem queda de mais de 800 mm ao ano; no planalto central, 1 500 mm. No sul existem duas estações secas, entre dezembro e fevereiro e de julho a setembro, e no norte somente uma, entre outubro e abril. Essas diferenças que ocorrem no clima são refletidas na vegetação: a selva pluvial reveste o sul, no centro é estendida uma mata na qual estão misturadas espécies de folhas perenes e de folhas caducas, e a savana arbórea domina o norte.

## Demografia
O total da população nos Camarões era de 22 250 362 em 2013. A expectativa de vida era de 53,69 anos (52,89 anos para os homens e 54,52 anos para as mulheres).
A população dos Camarões é quase igualmente dividida entre habitantes urbanos e rurais. A densidade populacional é maior nos grandes centros urbanos, nas montanhas ocidentais, e nas planícies do nordeste. Douala, Yaoundé e Garoua são as maiores cidades. Em contrapartida, o Planalto Adamawa, a depressão Bénoué e a maior parte do Sul do país são escassamente povoadas. De acordo com dados do governo, a taxa de fecundidade era de 5,0 em 2004.
Há uma notável migração de habitantes das montanhas ocidentais superpovoadas e norte subdesenvolvidos para a zona costeira e principais centros urbanos. Movimentos menores estão ocorrendo no sul e leste.
Tanto o casamento monogâmico quanto o poligâmico são praticados, e a família camaronesa, em média, é grande e prolongada.. No norte, as mulheres tendem a se dedicar ao lar, e os homens, ao gado do rebanho ou trabalhar como agricultores. No sul, as mulheres cultivam alimentos da família, e os homens fornecem carne e aumentam os cultivos. A sociedade camaronesa é dominada por homens, e a violência e discriminação contra as mulheres é comum.
Estimativas identificam entre 230 a 282 diferentes grupos linguísticos e étnicos nos Camarões. O Planalto Adamawa corta-os em divisões do norte e sul. Os povos do norte são grupos sudaneses que vivem no planalto central e nas planícies do norte, e os fulas, que estão espalhados por todo norte dos Camarões. Um pequeno número de Shuwa árabes vivem perto do lago Chade. A parte sul dos Camarões é habitada por falantes de línguas bantas e semibantas. Grupos de línguas bantas habitam as zonas costeiras e equatoriais, enquanto falantes de línguas semibantas vivem no ocidente. Cerca de 5 000 pigmeus percorrem as florestas tropicais do sudeste e litoral ou vivem em pequenos assentamentos, à beira da estrada. Os nigerianos formam o maior grupo de estrangeiros.

### Línguas
Tanto inglês quanto francês são línguas oficiais, apesar de o francês ser muito mais compreendido (mais de 80%). O alemão, a língua dos colonizadores originais, há muito tempo foi substituída pelo francês e inglês. (No Entanto O Alemão Cresceu Como Língua Estrangeira Na Última Década Tendo Cerca De 230.000 Camaroneses Falando Alemão como Língua Estrangeira Hoje, Sendo A Língua Estrangeira Mais Falada E Aprendida Nos Camarões Hoje) O pidgin inglês dos Camarões é a franca nos territórios antigamente administrados pela Inglaterra. Uma mistura de inglês, francês chamada FrancAnglais foi ganhando popularidade nos centros urbanos desde o meio da década de 1970. O governo encoraja o bilinguismo de inglês e francês e os documentos oficiais do governo são escritos nas duas línguas. Como parte da iniciativa de encorajar o bilinguismo nos Camarões, seis das oito universidades do país são inteiramente bilíngues.
As mais de 230 línguas locais são faladas por aproximadamente 20 milhões de pessoas e é por isso que os Camarões são considerados o país com maior diversidade linguística no mundo.
Em 2017 houve protestos por parte dos anglófonos que são perseguidos pelos francófonos. Os militares foram chamados e houve mortes, centenas de prisões e milhares foram embora do país.

### Religião
Em termos religiosos o país encontra-se dividido da seguinte forma:
Cristianismo é seguido aproximadamente por 56,58% da população, as crenças tribais por 22,36% da população, Islão 20,04%, crenças tribais 0,62% e outras religiões (incluindo ateus) por apenas 1,02% da população. Aqui estão gráficos que comprovam isto:
| Religião nos Camarões | Religião nos Camarões | Religião nos Camarões | Religião nos Camarões | Religião nos Camarões |
| --------------------- | --------------------- | --------------------- | --------------------- | --------------------- |
| Religião              |                       |                       | % aprox.              |                       |
| Cristianismo          | Cristianismo          |                       | 56,58%                | 56,58%                |
| Crenças tribais       | Crenças tribais       |                       | 22,36%                | 22,36%                |
| Islão                 | Islão                 |                       | 20,04%                | 20,04%                |
| Crenças tribais       | Crenças tribais       |                       | 0,62%                 | 0,62%                 |
| Outras (inclui ateus) | Outras (inclui ateus) |                       | 1,02%                 | 1,02%                 |

## Política

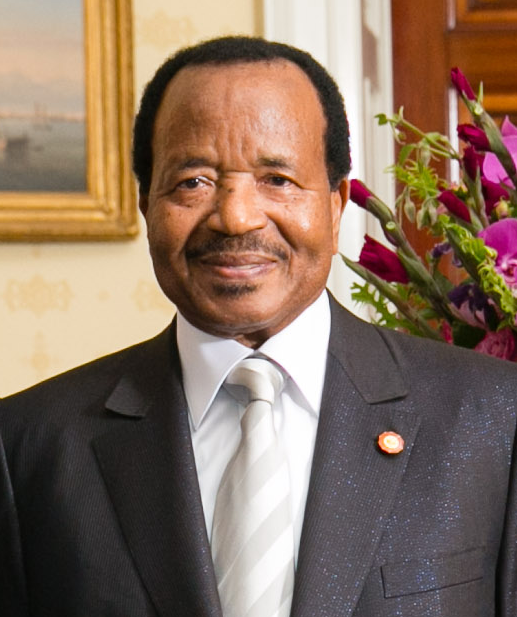
Paul Biya, atual Presidente do país desde 1982.

Os Camarões são uma república presidencialista, dividida administrativamente em 10 províncias.
- Principais partidos: União Democrática do Povo Camaronês (RDPC), Frente Social-Democrática (SDF), União Nacional pela Democracia e Progresso (UNDP), União Democrática de Camarôes (UDC).
- Legislativo: unicameral - Assembleia Nacional dos Camarões, com 180 membros eleitos por voto direto para mandato de 5 anos. Constituição em vigor: 1972.

## Subdivisões
Os Camarões dividem-se em dez províncias, respetivamente:
| - Adamawa - capital Ngaoundéré; - Centre - capital Yaoundé; - Est - capital Bertoua; - Extrême-Nord - capital Maroua; - Littoral - capital Douala; - Nord - capital Garoua; - Nord-Ouest - capital Bamenda; - Ouest - capital Bafoussam; - Sud - capital Ebolowa; - Sud-Ouest - capital Buéa. |

A maior parte destas províncias foram definidas na década de 1960. As províncias Centre e Sud surgem da ruptura da província Centre-Sud em 1983, no mesmo ano, Adamaoua e Extrême-Nord surgem devido à cisão da província Nord.

## Economia

Principais produtos de exportação dos Camarões em 2019

Em 2020, o país foi o 110º maior exportador do mundo (US$ 5,0 bilhões). Na soma de bens e serviços exportados, chega a US$ 7,7 bilhões, ficando em 104º lugar mundial. Já nas importações, em 2019, foi o 118º maior importador do mundo: US$ 5,8 bilhões.
Na agricultura, em 2019, o país foi o 3º maior produtor do mundo de banana-da-terra, noz de cola e taro, o 5º maior produtor mundial de cacau e o 7º maior produtor mundial de óleo de palma e inhame, além de ter grandes produções de mandioca, milho, sorgo, banana, cana de açúcar, tomate, amendoim, entre outros. As maiores exportações de produtos agropecuários processados do país em termos de valor, em 2019, foram: cacau, banana, algodão, café e borracha natural.
Em 2019, os Camarões tinham a 85.ª indústria mais valiosa do mundo (5500 milhões de dólares), de acordo com o Banco Mundial. Em 2018, o país produziu 600 milhões de litros de cerveja, 59,6 mil toneladas de óleo de amendoim (11º maior produtor do mundo) e 27,1 mil toneladas de óleo de algodão (15º maior produtor do mundo). Em 2020, o país era o 46º maior produtor de petróleo do mundo, 66,7 mil barris/dia. O país foi o 46.º maior exportador de petróleo do mundo em 2010 (55,6 mil barris/dia). Em 2015, os Camarões eram o 69.º maior produtor mundial de gás natural, 600 milhões de m3 ao ano.

## Infraestrutura

### Ensino
Em 2013, a taxa total de alfabetização de adultos nos Camarões foi estimada em 71,3%. Entre os jovens de 15 a 24 anos, a taxa de alfabetização foi de 85,4% para homens e 76,4% para mulheres. A maioria das crianças tem acesso a escolas públicas que são mais baratas do que instituições educacionais privadas e religiosas. O sistema educacional é uma mistura de precedentes britânicos e franceses com a maioria das instruções dando-se em inglês ou francês.
Os Camarões têm uma das taxas de frequência escolar mais altas da África. As meninas frequentam a escola com menos regularidade do que os meninos por conta de contextos socioculturais. Embora as taxas de frequência sejam mais altas no sul, um número desproporcional de professores está estabelecido lá, deixando as escolas do norte com falta de pessoal de ensino. Em 2013, a taxa de matrícula na escola primária foi de 93,5%.
A frequência escolar nos Camarões também é afetada pelo trabalho infantil. As conclusões do Departamento de Trabalho dos Estados Unidos sobre o trabalho infantil relataram que 56% das crianças de 5 a 14 anos trabalhavam e que quase 53% das crianças de 7 a 14 anos combinavam trabalho e escola. Em dezembro de 2014, uma Lista de Bens Produzidos por Trabalho Infantil ou Trabalho Forçado, emitida pelo Escritório de Assuntos Trabalhistas Internacionais mencionava os Camarões entre os países que recorreram ao trabalho infantil na produção de cacau.
Os Camarões possuem oito universidades públicas, sendo estas: Universidade de Bamenda, Universidade de Buea, Universidade de Douala, Universidade de Dschang, Universidade de Maroua, Universidade de Ngaoundere, Universidade de Yaoundé I e Universidade de Yaoundé II. Nenhuma das instituições de ensino superior do país está listada entre as 100 melhores universidades da África, de acordo com a classificação do QS World University Rankings de 2021.

### Saúde
A qualidade dos cuidados de saúde é geralmente baixa. A expectativa de vida ao nascer é estimada em 63,2, com as mulheres vivendo em média, 65,09 anos, enquanto os homens vivem uma média de 61,49 anos (dados de 2022). A taxa de fertilidade permanece alta em Camarões, com uma média de 4,55 nascimentos por mulher e idade média da mãe de 20,1 anos no primeiro parto. Em Camarões, há apenas 0,09 médicos para cada 1 000 pessoas, de acordo com a Organização Mundial da Saúde (OMS). Em 2014, apenas 3,6% das despesas totais do PIB foram atribuídas aos cuidados de saúde. Devido aos cortes financeiros no sistema de saúde, há poucos profissionais. Há uma significativa emigração de profissionais médicos e enfermeiros formados no país, em parte, devido aos baixos salários na área da saúde e a carga horária de trabalho.
Em 2012, as três principais doenças mortais foram HIV/AIDS, infecção do trato respiratório inferior e doenças diarreicas. As doenças endêmicas incluem dengue, filariose, leishmaniose, malária, meningite, esquistossomose e doença do sono. A taxa de prevalência de HIV/AIDS em 2020 foi estimada em 3% para pessoas de 15 a 49 anos, embora um forte estigma contra a doença mantenha o número de casos notificados artificialmente baixo. Estima-se que 46 000 crianças menores de 14 anos viviam com HIV em 2016. Em Camarões, 58% das pessoas que vivem com HIV conhecem seu diagnóstico e apenas 37% recebem tratamento antiretroviral. Em 2020, 14 000 mortes por AIDS ocorreram em adultos e crianças.
A mutilação genital feminina, embora não generalizada, é praticada em alguns grupos sociais no país. De acordo com um relatório do UNICEF de 2013, 1% das mulheres em Camarões foram submetidas à mutilação genital feminina. Também impactando a saúde de mulheres e meninas, a taxa de prevalência de contraceptivos foi estimada em apenas 34,4% em 2014. Os curandeiros tradicionais continuam sendo uma alternativa popular à medicina baseada em evidências.

## Cultura

### Música e dança
A música e a dança são parte integrante das cerimônias, festivais, reuniões sociais e narrativas dos Camarões. As danças tradicionais são altamente coreografadas e separam homens e mulheres ou proíbem totalmente a participação de um sexo. Os objetivos das danças variam do puro entretenimento à devoção religiosa. Tradicionalmente, a música é transmitida oralmente. Em uma apresentação típica, um coro de cantores ecoa um solista.

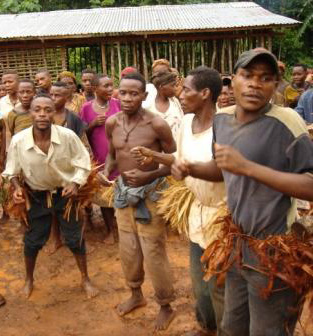
Dançarinos cumprimentam os visitantes na região leste do país.

O acompanhamento musical pode ser tão simples quanto bater palmas e bater os pés, mas os instrumentos tradicionais incluem sinos usados por dançarinos, bateristas e tambores, flautas, buzinas, chocalhos, raspadores, instrumentos de cordas, apitos e xilofones; a combinação exata varia de acordo com o grupo étnico e a região. Alguns artistas cantam músicas completas sozinhos, acompanhados por um instrumento de harpa.
Os estilos de música popular incluem o ambasse bey na costa litorânea, assiko, no sul do país, mangambeu, do grupo étnico Bamileke e o tsamassi. A música nigeriana influenciou artistas anglófonos camaroneses, e o hit "Sweet Mother", de Prince Nico Mbarga, é o disco africano mais vendido na história.
Os dois estilos de música mais populares são o makossa e bikutsi. O makossa se desenvolveu em Douala e mistura música folclórica, highlife, soul e música do Congo. Artistas como Manu Dibango, Francis Bebey, Moni Bilé e Petit-Pays popularizaram o estilo em todo o mundo nas décadas de 1970 e 1980. O bikutsi se originou como música de guerra entre os Ewondo. Artistas como Anne-Marie Nzié a transformaram em uma música popular a partir da década de 1940, e artistas como Mama Ohandja e Les Têtes Brulées a popularizaram internacionalmente durante as décadas de 1960, 1970 e 1980.

### Culinária
A culinária camaronesa varia conforme a região, mas uma farta refeição à noite é comum em todo o país. Os pratos típicos costumam ter ingredientes como milho, mandioca, milho-miúdo, banana-comprida, batata, arroz, batata-doce ou inhame. Os pratos geralmente são servidos com um molho, sopa, ou guisado feito com vegetais, amendoim, óleo de palma ou outros ingredientes. A carne e o peixe também são adições populares, embora menos consumidas no interior do país. Os pratos são, muitas vezes, servidos bastante quentes, temperados com sal e pimenta.
Água, vinho de palma e cerveja são as bebidas mais consumidas nas refeições tradicionais, apesar da cerveja, refrigerante e vinho terem ganhado popularidade somente nos últimos anos. O uso de talheres é comum, mas a comida é tradicionalmente manipulada com a mão direita. As refeições matutinas são compostas por pão e frutas, com café ou chá, além de alimentos feitos com farinha de trigo, como sopro-sopro (rosquinhas) e bolo. Carne de animais, como carneiros, são populares, especialmente nas cidades maiores, onde eles podem ser comprados de vendedores de rua.
| Data            | Nome em português         |
| --------------- | ------------------------- |
| 1 de Janeiro    | Dia de ano novo           |
| 11 de Fevereiro | Dia Nacional da Juventude |
| 1 de Maio       | Dia do Trabalhador        |
| 20 de Maio      | Dia Nacional              |
| 15 de Agosto    | Assunção                  |
| 25 de Dezembro  | Natal                     |

Além destes feriados fixos, os Camarões comemoram também os seguintes feriados móveis:
- Cristãos: Sexta-feira Santa, Domingo de Páscoa e Segunda-feira de Páscoa;
- Muçulmanos: 'Id al-Fitr e 'Id al-Adha.